# Galičnik
Galičnik (makedonski: Галичник), selo u zapadnome dijelu Sjeverne Makedonije i uz Lazarpolje jedno od najvećih i najstarijih Mijačkih sela. Selo se prvi put spominje 1493. godine. Galičnik je danas turistička atrakcija zbog svoje autentične arhitekture, kulturne baštine i krajolika.

## Položaj
Selo je smješteno iznad doline rijeke Radike na 1450 m apsolutne visine, na padinama planine Bistre. Desetak je kilometara udaljeno od Mavrovskog jezera i skijaškog centra Zare Lazarevski. 

## Demografija
Selo je gotovo izumrlo. Od gotovo pet tisuća stanovnika 1905. godine, u 2002. spalo je na svega tri:
| Galičnik: kretanje broja stanovnika između 1905. i 2002. |       |       |       |       |       |       |       |
| 1905.                                                    | 1948. | 1953. | 1961. | 1971. | 1981. | 1994. | 2002. |
| 4840                                                     | 906   | 948   | 644   | 17    | 10    | 1     | 3     |

## Gospodarstvo
U Galičniku je postojala jaka tradicija pečalbarstva. Kako bi uzdržavali obitelj, muškarci su iz Galičnika privremeno, sezonski, odlazili na pečalbu u obližnje gradove i radili kao vješti zidari, tesari i slikari, a katkad i iseljavali u prekomorske zemlje. 
Vještina građenja stanovnika ove regije poznata je i u europskim metropolama, gdje su majstori kao pečalbari dokazivali svoje umijeće.
Stanovnici (Mijaci) bili su poznati po ovčarstvu, proizvodnji sira kačkavalja i manura (belo sirenje) te izradi ćilima. Kraj obiluje bogatim pašnjacima za ispašu stoke što je privuklo pastire Vlahe koji su osnovali naselja sa stočarstvom kao temeljnom djelatnošću.

## Osobitosti sela

### Galička svadba
Tradicionalno galičko vjenčanje, Galička svadba, postala je tradicionalna kulturna manifestacija koja se održava svake godine u srpnju na Petrovdan, dan zaštitnika sela. Tijekom vjenčanja muškarci plešu Teškoto, ples koji simbolizira svladavanje životnih teškoća.

### Galička nošnja
Galička nošnja, osobito ženska, jedna je od najpoznatijih u Makedoniji i bogata detaljima. U ženskoj nošnji prevladava bijela boja (prema žutoj) i crvena. Bijela odjeća, ukrašena crnim pletenicama, glavne su odlike muške nošnje. To je uvjetovano klimatskim i ekonomskim uvjetima u kojima su živjeli kao stočari u planinskim predjelima Bistre, Stogova, Krčina i Koraba.

### Arhitektura i umjetnost
U Galičniku je sačuvana seoska arhitektura, obnovljene su stare kamene kuće, a nove građevine izgrađene su u duhu tradicije. Kuće se sastoje od dvije i tri etaže, a njihov današnji izgled potječe s kraja 19. i početka 20. stoljeća.
U prošlosti su slikari i rezbari iz Galičnika pridonijeli stvaranju Debarske rezbarsko-zografske škole. 
Poznati ljudi iz Galičnika: Aleksandar Sarievski, Gjorgjia Pulevski.
- Galičnik početkom XX. st.
- Česma, razglednica, između 1903. i 1908.
- Galičnik, tipična kuća iz 1930-ih
- Galički kačkavalj
- Galička svadba 1930. god.
- Galička svadba i nošnja